# Gennaro Gattuso
Pour les articles homonymes, voir Gattuso.
Gennaro Ivan Gattuso, né le 9 janvier 1978 à Corigliano Calabro (Italie), est un footballeur international italien, reconverti entraîneur. Il est actuellement le sélectionneur de l'équipe d'Italie.
En tant que joueur, Gennaro Gattuso est connu pour son fort caractère et sa ténacité sur le terrain, qui lui a donné en italien son surnom de Ringhio (qui se traduit par « grognement » en français).

## Biographie

### En club

#### Formation et débuts à Pérouse (1990-1997)
Gennaro suit très tôt les traces de son père, joueur de Serie D. À l'âge de douze ans il effectue son premier essai. Refusé par Bologne, il est choisi par Pérouse, où il commence sa carrière.
À Pérouse, il joue dans l'équipe espoir, et montre rapidement sa capacité à bloquer le jeu au milieu de terrain.
Il débute en Serie A à seulement dix-sept ans (le 22 décembre 1996) contre Bologne. Il revêt le maillot de la Squadra Azzurra au Championnat d'Europe des moins de 18 ans et gagne le titre, avec Pérouse, du Championnat des équipes de jeunes (Primavera) en 1996-1997.

#### Confirmation au Rangers FC puis à l'US Salernitana (1997-1999)
Il abandonne Pérouse après avoir joué 12 matchs en Série A et est transféré en Écosse, où il joue aux Glasgow Rangers. Avec les Rangers il marque notamment un but le 30 septembre 1997 face au RC Strasbourg, lors d'une rencontre qualificative pour la Coupe UEFA 1997-1998. Son équipe s'incline par deux buts à un ce jour-là. Il marque son premier but dans le championnat écossais le 29 novembre 1997 face au St Johnstone FC. Il ouvre le score après sept minutes de jeu et participe à la victoire des siens par trois buts à deux.
Les moments passés en Écosse se révèlent un vrai bonheur pour le jeune Gattuso, qui ne manque pas de se faire remarquer comme un grand lutteur dans un championnat pourtant réputé pour être « rugueux », mais qui en réalité correspond à sa manière de jouer. Dick Advocaat succède, par la suite, à son premier entraîneur Walter Smith, et le fait alors jouer dans une position de défenseur qui ne lui convient guère. Les désaccords successifs sur sa place sur le terrain l'amènent à partir, à la fin de la saison, mettant fin à son expérience écossaise. Ayant joué seulement quatre matches lors de la saison 1998-1999 avant de retourner en Italie, le championnat et la Coupe remporté par le club en fin de saison lui sont tout de même attribués.
En 1998, il est transféré à la Salernitana. C'est avec les grenats que le jeune Gattuso parvient à s'affirmer comme un joueur-clé du milieu du terrain, devenant un joueur convoité par les plus grands clubs et c'est à Salerne que Gattuso développe cet instinct de gladiateur mais ses prestations ne suffisent pas à sauver son équipe de la relégation. Salerne s'enflamme pour ce jeune au caractère bien trempé, qui au fil de la saison devient de plus en plus indispensable à son équipe.

#### Treize ans à l'AC Milan (1999-2012)

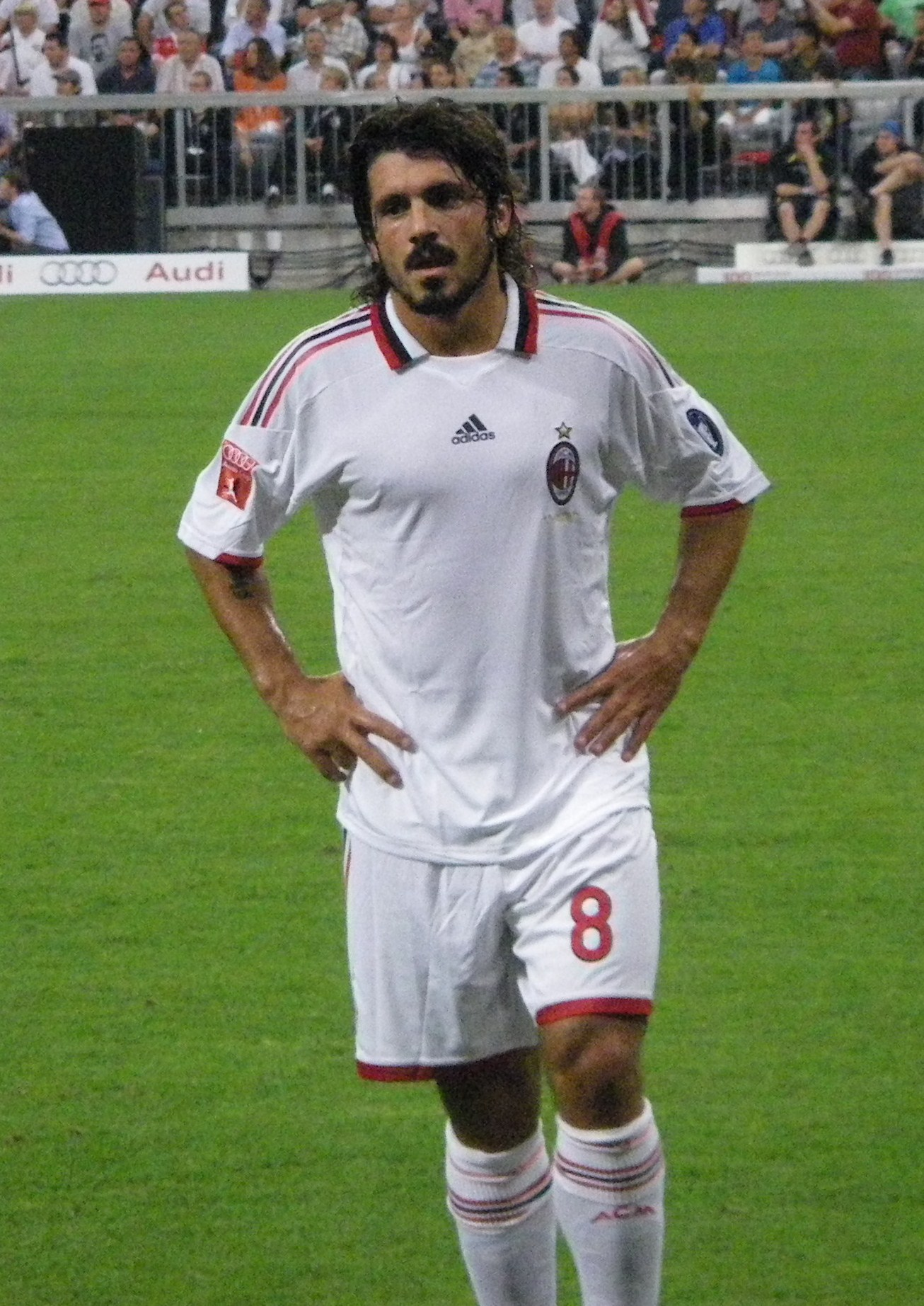
Gennaro Gattuso lors de l'Audi Cup avec l'AC Milan (2009).

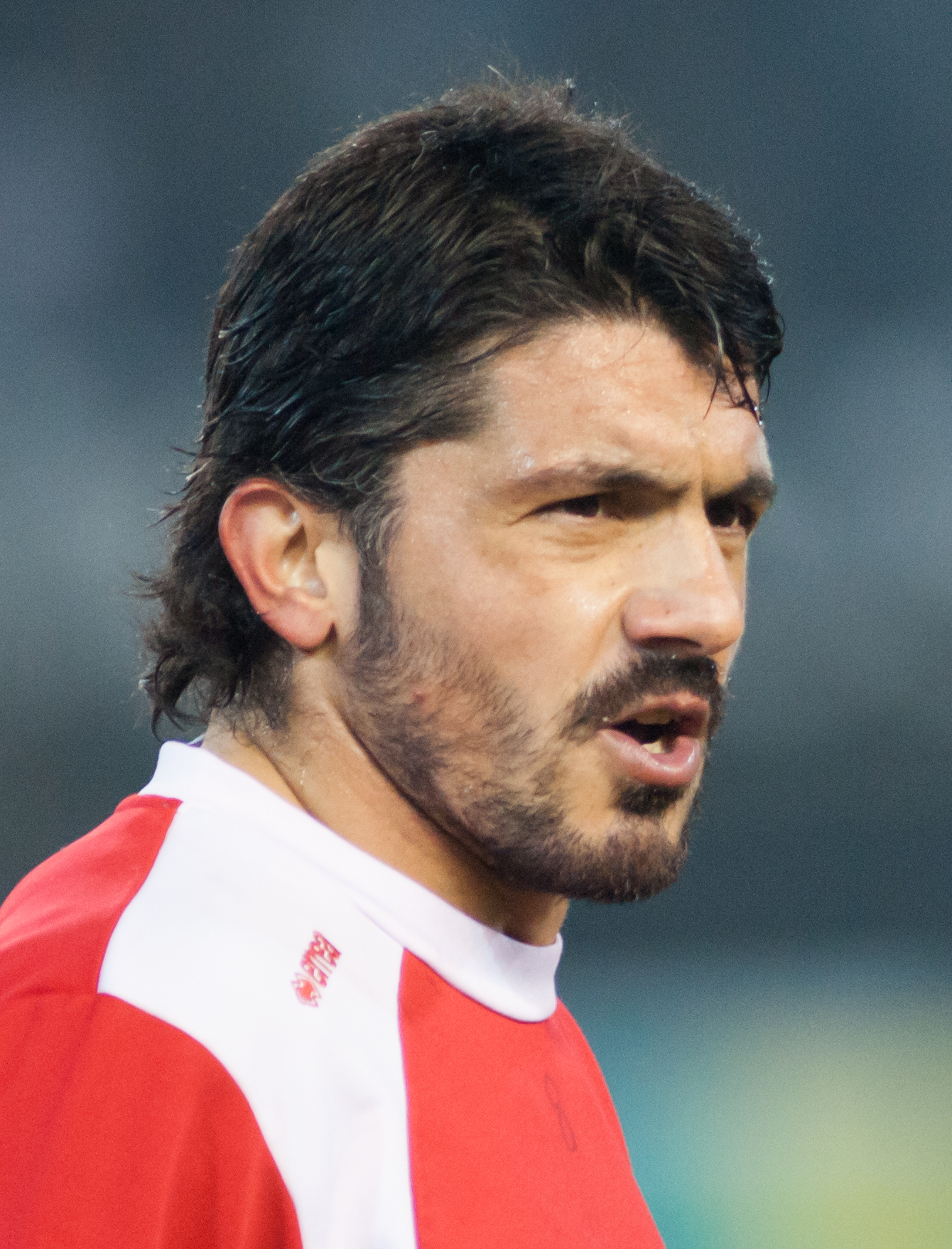
En 2013, sous les couleurs du FC Sion.

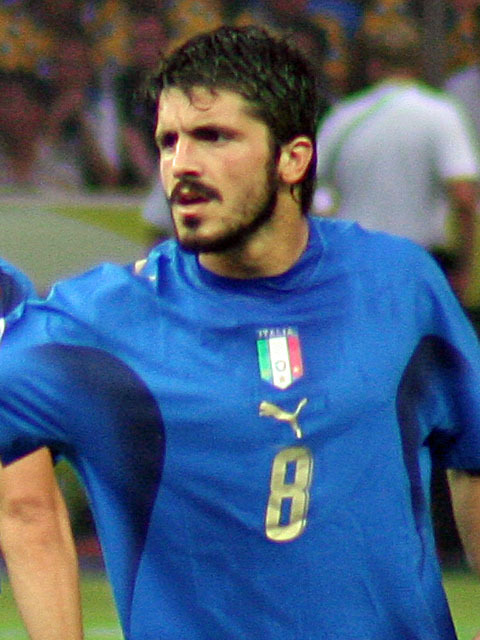
Gennaro Gattusoo durant la finale de la Coupe du monde 2006 face à la France.

Observé par les recruteurs de l'AC Milan, Gennaro Gattuso y est transféré lors de l'été 1999, prenant le numéro 8, avec lequel il conquiert rapidement une place de titulaire, en peu de temps, il devient le chouchou de San Siro. Il inscrit son premier but pour le Milan le 12 février 2000, lors d'une rencontre de championnat face au Bologne FC. Titulaire, il ouvre le score et délivre également une passe décisive pour Andriy Shevchenko. Le Milan s'impose par trois buts à deux ce jour-là. Gattuso dispute au total 22 parties (pour un but) au cours de sa première saison, en 1999-2000.
L'année du dix-septième titre en 2004, il dispute 33 des 34 matchs de championnat. L'année suivante, il dispute 45 matchs entre le championnat, la coupe et la Ligue des champions, où l'AC Milan perd en finale contre Liverpool FC (3-3 puis Liverpool vainqueur aux tirs au but).
Lors de la saison 2005-2006, il joue 35 des 38 matchs de son équipe, 11 des 12 matchs de Ligue des Champions.
En 2006, il est 14e au classement du Ballon d'or.
Fin 2008, il se blesse gravement au genou, ce qui met prématurément un terme à sa saison 2008-2009.
Malgré une place de titulaire assurée en début de saison 2011-2012, et un statut de capitaine no 2 de l'équipe derrière l'emblématique Ambrosini, Gattuso subit une grave paralysie du sixième nerf crânien, provoquant un dysfonctionnement critique de l'œil gauche. Il n'en se remettra qu'en fin de saison, sa place étant comblée avec plus ou moins de réussite par l'ancien interiste Muntari. Le joueur annonce alors son départ du club en fin de saison. Il met fin ainsi à 13 années passées au Milan.
Son dernier match avec l'AC Milan, tout comme celui de beaucoup d'autres joueurs (Gianluca Zambrotta, Filippo Inzaghi, Alessandro Nesta, Clarence Seedorf) qui entreront dans la légende du club est le match contre Novare (13 mai 2012, victoire 2-1 pour Milan), qu'il disputera intégralement en tant que capitaine, et au cours duquel le public "rugira" à chacun de ses contrôles de balle en hommage, marquera les esprits par l'émotion qui envahira le joueur à la cérémonie d'adieu, fondant en larmes le visage rouge tout en applaudissant dignement la Curva Sud venue le remercier.

#### Dernière pige au FC Sion (2012-2013)
Le 15 juin 2012, l'Italien signe un contrat de deux ans avec le club suisse de Sion. « Ces derniers jours, certaines personnes m'ont déconseillé de venir. Mais j'ai rencontré le président (Christian Constantin) et on a eu un bon feeling. J'ai senti que c'est là que je devais venir. La simplicité n'a jamais été mon truc », confie-t-il le 16 juin 2012 au lendemain de sa signature avec le club valaisan. À Sion, il est capitaine de l'équipe où il a marqué son premier but lors de la lourde défaite face au FC Bâle (4-1).

### En équipes nationales

#### Sélections jeunes
Gattuso débute avec les -18 ans italiens avec lesquels il dispute sa première compétition internationale qui est l'Euro en 1996 organisé en France et au Luxembourg, mais avec aucune victoire en trois matchs la sélection italienne termine dernière de son groupe et se trouve éliminée du tournoi.
Avec la catégorie des espoirs, il compte une vingtaine de sélections et participe une nouvelle fois à un championnat d'Europe cette fois-ci en 2000 au cours duquel il dispute l'intégralité du tournoi en tant que titulaire et remporte la finale face à la Tchéquie (2-1) grâce à un doublé d'Andrea Pirlo.
Au cours de cette année 2000, il dispute également en septembre les Jeux olympiques à Sydney, il prend part à trois matchs jusqu'en quart de finale où la sélection italienne est battue par l'Espagne (1-0).

#### Sélection A
Sa carrière internationale avec les séniors débute en février 2000 lors d'un match amical opposant l'Italie à la Suède, le sélectionneur italien Dino Zoff décide de lancer Gattuso, à 22 ans, qui remplace en début de seconde période un autre milanais Massimo Ambrosini. La Squadra Azzura remporte le match grâce à un penalty d'Alessandro Del Piero. Sa seconde sélection intervient un mois plus tard face à l'Espagne où il remplace une nouvelle fois Ambrosini. Cependant, il n'est pas retenu pour participer à l'Euro 2000.
En novembre 2000, en match amical au Stadio delle Alpi de Turin face à l'Angleterre, Gattuso inscrit le seul but de la rencontre et aussi le seul de sa carrière internationale à l'occasion de sa sixième sélection.
Il remporte la Coupe du monde 2006 avec la Squadra Azzura. Durant la finale contre l'Equipe de France, il est contraint de ne pas participer à la séance de tirs au but car les Français sont réduits à 10 après l'expulsion de Zinédine Zidane. En effet, le règlement veut que les équipes qui disputent les tirs au but aient le même nombre de joueurs.
Gattuso a gagné en notoriété lors de la Coupe des Confédérations 2009 lorsque son short est tombé après avoir trébuché lors d'un match contre l'Égypte, et il a été révélé qu'il portait un slip blanc moulant.
En 2010, pendant la coupe du monde, il annonce qu'il met un terme à sa carrière internationale avec la Squadra Azzurra après la compétition.

### Entraîneur
Le 25 février 2013, après le limogeage de Víctor Muñoz, il devient entraîneur du FC Sion tout en restant joueur.
Le 13 mai 2013, il est à son tour limogé par le FC Sion après une défaite contre Saint-Gall (0-5),.
Pour le début de saison 2013-2014, Gennaro Gattuso prend les rênes de l'US Palerme qui vient d'être rétrogradé en Serie B. Mais après seulement trois victoires en huit matchs, il est limogé.
Il commence la saison 2014-2015 en Grèce où il devient l'entraîneur de l'OFI Crète. Avec seulement 5 victoires en 17 rencontres et après une nouvelle défaite contre Asteras, l'ancien joueur de l'AC Milan démissionne de son poste.
Il devient, le 20 août 2015, entraîneur de Pise. Il démissionne l'année suivante après avoir fait monter le club de la Serie C à la Serie B avant de revenir à la tête du club un mois plus tard.
Le 27 novembre 2017, il est nommé entraîneur du Milan AC à la suite du licenciement de Vincenzo Montella. Le 27 décembre 2017, il remporte le « Derby della Madonnina » contre l'Inter Milan sur le score de 1 à 0 à l'occasion des quarts de finale de la coupe d'Italie. Gennaro Gattuso annonce en mai 2019 qu'il quittera ses fonctions au Milan AC après deux saisons passées au club.
Le 11 décembre 2019, après le licenciement de Carlo Ancelotti, Gennaro Gattuso est nommé entraîneur du SSC Naples. Le 17 juin, il remporte son premier trophée en tant qu'entraîneur : la Coupe d'Italie, grâce à une victoire du Napoli contre la Juventus.
Gennaro Gattuso est nommé mardi 25 mai 2021, entraîneur de la Fiorentina, quelques heures après avoir quitté le banc de Naples à partir de la saison 2021-2022. En désaccord avec ses dirigeants sur le mercato, il quitte finalement le club quelques jours après son arrivée.
Le 9 juin 2022, l'ancien milieu de terrain international italien signe un contrat de deux ans pour le poste d’entraîneur avec Valence. Son aventure en Espagne sera de courte durée puisque son contrat prendra fin, d'un commun accord, le 30 janvier 2023, alors que Valence est quatorzième de Liga.
Le 27 septembre 2023, il est nommé entraîneur de l'Olympique de Marseille, succédant à Marcelino. En février 2024, Gennaro Gattuso et la direction du club, se séparent « d'un commun accord » après une série de mauvais résultats.
Gattuso retrouve un club le 12 juin 2024, étant nommé entraîneur principal de l'Hajduk Split, en Croatie. Il signe un contrat courant jusqu'en juin 2026.
Le 6 juin 2025, Hajduk Split annonce le départ de Gattuso, qui quitte son poste d'entraîneur d'un commun accord avec le club.

#### Sélectionneur de l'équipe d'Italie
Le 15 juin 2025, Gennaro Gattuso est officiellement nommé sélectionneur de l'équipe d'Italie par la Fédération italienne de football,. Alors que cette dernière est mal embarquée dans les éliminatoires de la Coupe du monde 2026, sa mission principale sera d'emmener l'Italie à la Coupe du monde 2026 qui sera organisée conjointement par les États-Unis, le Mexique et le Canada.

## Statistiques

### Joueur
| Saison                | Club                  | Championnat           | Championnat | Championnat | Coupe(s) nationale(s) | Coupe(s) nationale(s) | Supercoupe | Supercoupe | Compétition(s) continentale(s) | Compétition(s) continentale(s) | Compétition(s) continentale(s) | Italie | Italie | Total | Total |
| Saison                | Club                  | Division              | M.          | B.          | M.                    | B.                    | M.         | B.         | Comp.                          | M.                             | B.                             | M.     | B.     | M.    | B.    |
| 1995-1996             | AC Pérouse            | Serie B               | 2           | 0           | -                     | -                     | -          | -          | -                              | -                              | -                              | -      | -      | 2     | 0     |
| 1996-1997             | AC Pérouse            | Serie A               | 8           | 0           | -                     | -                     | -          | -          | -                              | -                              | -                              | -      | -      | 8     | 0     |
| Sous-total            | Sous-total            | Sous-total            | 10          | 0           | -                     | -                     | -          | -          | -                              | -                              | -                              | -      | -      | 10    | 0     |
| 1997-1998             | Glasgow Rangers       | D1                    | 29          | 3           | 9                     | 0                     | -          | -          | C1                             | 2                              | 1                              | -      | -      | 40    | 4     |
| 1998-1999             | Glasgow Rangers       | D1                    | 5           | 0           | 1                     | 0                     | -          | -          | C1                             | 5                              | 1                              | -      | -      | 11    | 1     |
| Sous-total            | Sous-total            | Sous-total            | 34          | 3           | 10                    | 0                     | -          | -          | -                              | 7                              | 2                              | -      | -      | 51    | 5     |
| 1998-1999             | US Salernitana        | Serie A               | 25          | 0           | -                     | -                     | -          | -          | -                              | -                              | -                              | -      | -      | 25    | 0     |
| Sous-total            | Sous-total            | Sous-total            | 25          | 0           | -                     | -                     | -          | -          | -                              | -                              | -                              | -      | -      | 25    | 0     |
| 1999-2000             | AC Milan              | Serie A               | 22          | 1           | 1                     | 0                     | -          | -          | C1                             | 5                              | 0                              | 2      | 0      | 30    | 1     |
| 2000-2001             | AC Milan              | Serie A               | 24          | 0           | 2                     | 0                     | -          | -          | C1                             | 10                             | 0                              | 3      | 1      | 39    | 1     |
| 2001-2002             | AC Milan              | Serie A               | 32          | 0           | 5                     | 0                     | -          | -          | C1                             | 10                             | 0                              | 9      | 0      | 56    | 0     |
| 2002-2003             | AC Milan              | Serie A               | 25          | 0           | 3                     | 0                     | -          | -          | C1                             | 14                             | 0                              | 4      | 0      | 46    | 0     |
| 2003-2004             | AC Milan              | Serie A               | 33          | 1           | 2                     | 0                     | 3          | 0          | C1                             | 9                              | 1                              | 8      | 0      | 55    | 2     |
| 2004-2005             | AC Milan              | Serie A               | 32          | 0           | 3                     | 0                     | 1          | 0          | C1                             | 11                             | 0                              | 7      | 0      | 54    | 0     |
| 2005-2006             | AC Milan              | Serie A               | 35          | 3           | 3                     | 0                     | -          | -          | C1                             | 11                             | 0                              | 13     | 0      | 62    | 3     |
| 2006-2007             | AC Milan              | Serie A               | 30          | 1           | 4                     | 0                     | -          | -          | C1                             | 13                             | 0                              | 6      | 0      | 53    | 1     |
| 2007-2008             | AC Milan              | Serie A               | 31          | 1           | 1                     | 0                     | 3          | 0          | C1                             | 11                             | 0                              | 7      | 0      | 53    | 1     |
| 2008-2009             | AC Milan              | Serie A               | 12          | 0           | 1                     | 0                     | -          | -          | C1                             | 4                              | 0                              | 9      | 0      | 26    | 0     |
| 2009-2010             | AC Milan              | Serie A               | 22          | 0           | 1                     | 0                     | -          | -          | C1                             | 1                              | 0                              | 4      | 0      | 28    | 0     |
| 2010-2011             | AC Milan              | Serie A               | 31          | 2           | 1                     | 0                     | -          | -          | C1                             | 5                              | 0                              | -      | -      | 37    | 2     |
| 2011-2012             | AC Milan              | Serie A               | 6           | 0           | 1                     | 0                     | 1          | 0          | -                              | -                              | -                              | -      | -      | 8     | 0     |
| Sous-total            | Sous-total            | Sous-total            | 335         | 9           | 26                    | 0                     | 8          | 0          | -                              | 99                             | 2                              | 72     | 1      | 540   | 12    |
| 2012-2013             | FC Sion               | D1                    | 27          | 1           | 5                     | 0                     | -          | -          | -                              | -                              | -                              | -      | -      | 32    | 1     |
| Sous-total            | Sous-total            | Sous-total            | 27          | 1           | 5                     | 0                     | -          | -          | -                              | -                              | -                              | -      | -      | 32    | 1     |
| Total sur la carrière | Total sur la carrière | Total sur la carrière | 431         | 13          | 37                    | 0                     | 8          | 0          | -                              | 106                            | 4                              | 72     | 1      | 654   | 18    |

### Entraîneur
| Club                   | Début             | Fin               | Résultats | Résultats | Résultats | Résultats | Résultats |
| Club                   | Début             | Fin               | M         | V         | N         | D         | V. %      |
| ---------------------- | ----------------- | ----------------- | --------- | --------- | --------- | --------- | --------- |
| FC Sion                | 25 février 2013   | 13 mai 2013       | 12        | 3         | 4         | 5         | 25,00     |
| Palerme FC             | 19 juin 2013      | 25 septembre 2013 | 8         | 3         | 1         | 4         | 37,50     |
| OFI Crète              | 5 juin 2014       | 26 octobre 2014   | 17        | 5         | 3         | 9         | 29,41     |
| Pise SC                | 20 août 2015      | 31 juillet 2016   | 41        | 21        | 14        | 6         | 51,22     |
| Pise SC                | 2 septembre 2016  | 20 mai 2017       | 43        | 6         | 21        | 16        | 13,95     |
| AC Milan               | 27 novembre 2017  | 28 mai 2019       | 83        | 41        | 22        | 20        | 49,40     |
| SSC Naples             | 11 décembre 2019  | 23 mai 2021       | 81        | 47        | 12        | 22        | 58,02     |
| AC Fiorentina          | 28 mai 2021       | 18 juin 2021      | 0         | 0         | 0         | 0         | 00,00     |
| FC Valence             | 9 juin 2022       | 30 janvier 2023   | 22        | 7         | 5         | 10        | 31,82     |
| Olympique De Marseille | 27 septembre 2023 | 19 février 2024   | 24        | 9         | 8         | 7         | 37,50     |
| Total                  | Total             | Total             | 331       | 142       | 90        | 99        | 42,90     |

## Palmarès
Avec Pérouse, il remporte deux titres de championnat d'Italie Primavera en 1996 et 1997. Il rejoint l'Écosse devenant champion en 1999 ainsi que la Coupe nationale cette année là. Il rejoint l'équipe du Milan AC remportant onze titres dont deux Championnat d'Italie en 2004 et 2011, une Coupe d'Italie en 2003, deux Supercoupe d'Italie en 2004 et 2011, deux Ligue des champions en 2003 et 2007, la Coupe intercontinentale en 2003, deux Supercoupe de l'UEFA en 2003 et 2007 et la Coupe du monde des clubs en 2007.
Avec l'équipe d'Italie, il est champion d'Europe espoirs en 2000 ainsi que de la Coupe du monde en 2006.

### En tant que joueur

#### Équipe nationale
- Vainqueur de la Coupe du monde 2006 avec l'équipe d'Italie
- Vainqueur du Championnat d'Europe Espoirs 2000 avec l'équipe d'Italie espoirs

#### Club
- Coupe du monde des clubs (1) :
  - Vainqueur : 2007

- Supercoupe de l'UEFA (2) : 
  - Vainqueur : 2003 et 2007
- Coupe intercontinentale (1) :
  - Vainqueur : 2003

- Coupe d'Italie (1) :
  - Vainqueur : 2003

- Supercoupe d'Italie (2) :
  - Vainqueur : 2004 et 2011
  - Finaliste : 2003

- Championnat d'Italie (2) :
  - Champion : 2004 et 2011

- Ligue des champions (2) :
  - Vainqueur : 2003 et 2007
  - Finaliste : 2005

- Championnat d'Ecosse (1) :
  - Champion : 1999

- Coupe d'Ecosse (1) :
  - Vainqueur : 1999
  - Finaliste : 1998

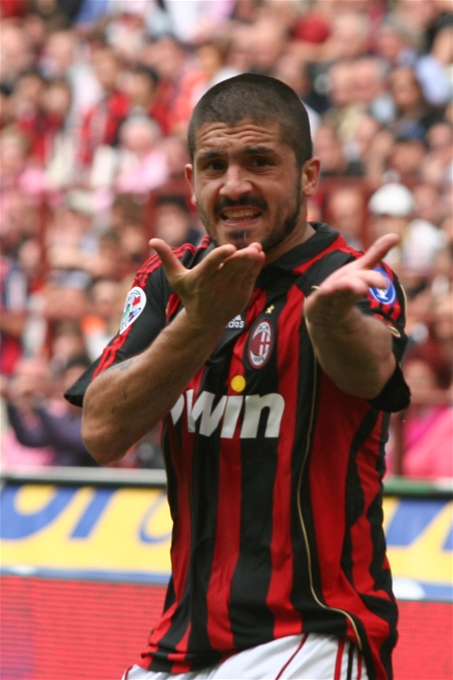
Gennaro Gattuso lors d'un match de Serie A contre l'ACF Fiorentina (2007).

- Championnat d'Italie de Primavera (2) :
  - Champion : 1996 et 1997

### En tant qu'entraîneur
- SSC Naples
  - Coupe d'Italie :
    - Vainqueur : 2020

### Distinctions personnelles
- Nommé dans l'équipe type de la Coupe du Monde 2006
- À reçu le prix "Gaetano Scirea" pour sa carrière exemplaire en 2012
- Intronisé au Hall of Fame du Milan AC
- Nommé Officier de l'Ordre du Mérite de la République italienne en 2006
- Médaille d'or du mérite sportif par le comité olympique national italien (CONI) en 2006

## Style de jeu

### Joueur
Gennaro Gattuso a la réputation d'être un joueur très agressif, parfois même violent. Néanmoins, il prend plaisir à véhiculer cette image de joueur rude, voire rustre, comme l'atteste cette déclaration dans l'Équipe du 18 avril 2006 : « Pour moi, un match de foot idéal, ça se joue un soir d'hiver, sous la pluie, dans le froid. Quel plaisir de voir la fumée qui se dégage des corps à la moindre respiration... Quand je joue dans les conditions que j'ai souvent rencontrées en Écosse, ça me booste encore plus »[réf. nécessaire].
Son dernier coup d'éclat s'est déroulé lors du match AC Milan-Tottenham Hotspur le 15 février 2011, au cours duquel il a violemment pris à partie l'entraîneur-adjoint des Spurs Joe Jordan, la première fois à la 58e minute du match en le repoussant violemment, la seconde fois en lui assénant un coup de tête à la fin du match, ce qui lui valut cinq matches de suspension.